# Persone di cognome Scotti
| Questa pagina contiene informazioni ricavate automaticamente dalle voci biografiche con l'ausilio del template Bio e di un bot. L'aggiornamento è periodico e automatico e ricostruisce completamente la pagina. Se manca una persona in questa lista, sei pregato di non aggiungerla, ma accertati piuttosto che la sua voce biografica contenga il template Bio e che i dati anagrafici siano correttamente compilati. Se il template Bio manca, inseriscilo tu stesso o, in alternativa, metti l'avviso {{tmp\|Bio}} che ne segnala la mancanza. Se i dati riportati sono sbagliati, correggi direttamente la voce biografica; le modifiche saranno visibili in questa lista entro pochi giorni. Per chiarimenti vedi il progetto biografie. La lista contiene solo le 43 persone che sono citate nell'enciclopedia e per le quali è stato implementato correttamente il template Bio. Pagina aggiornata al 3 nov 2022. |

Questa è una lista di persone presenti nell'enciclopedia che hanno il cognome Scotti, suddivise per attività principale.

## Architetti(1)
- Ottavio Scotti, architetto italiano (n.1680 - † 1748)

## Astronomi(1)
- James Vernon Scotti, astronomo statunitense (Bandon, n.1960)

## Attori(4)
- Andrea Scotti, attore italiano (Napoli, n.1931)
- Tino Scotti, attore e comico italiano (Milano, n.1905 - Tarquinia, † 1984)
- Filippo Scotti, attore italiano (Gravedona, n.1999)
- Vito Scotti, attore statunitense (San Francisco, n.1918 - Woodland Hills, † 1996)

## Avvocati(1)
- Carlo Scotti, avvocato e politico italiano (Lodi, n.1863 - Roma, † 1940)

## Baritoni(1)
- Antonio Scotti, baritono italiano (Napoli, n.1866 - Napoli, † 1936)

## Bassisti(1)
- Mario Scotti, bassista italiano (Torino, n.1945 - Roma, † 2001)

## Calciatori(4)
- Giuseppe Scotti, calciatore italiano (Pavia)
- Leone Scotti, calciatore italiano (Pisa, n.1896 - Livorno, † 1960)
- Roger Scotti, calciatore francese (Marsiglia, n.1925 - † 2001)
- Umberto Scotti, calciatore italiano (Oriano sopra Ticino, n.1885 - Sesto Calende, † 1969)

## Cantanti(1)
- Vanna Scotti, cantante italiana (Romanengo, n.1940)

## Cardinali(2)
- Bernardino Scotti, cardinale italiano (Milano, n.1656 - Roma, † 1726)
- Gianbernardino Scotti, cardinale e arcivescovo cattolico italiano (Magliano Sabina, n.1478 - Roma, † 1568)

## Conduttori televisivi(1)
- Gerry Scotti, conduttore televisivo italiano (Miradolo Terme, n.1956)

## Doppiatori(1)
- Sonia Scotti, doppiatrice e direttrice del doppiaggio italiana (Bari, n.1945)

## Generali(1)
- Friedrich von Scotti, generale tedesco (Offenbach am Main, n.1889 - Karlsruhe, † 1969)

## Imprenditori(1)
- Luciano Scotti, imprenditore e politico italiano (Vittuone, n.1885 - Vittuone, † 1956)

## Insegnanti(1)
- Mario Scotti, docente italiano (Napoli, n.1930 - Roma, † 2008)

## Mafiosi(1)
- Pasquale Scotti, mafioso italiano (Casoria, n.1958)

## Magistrati(1)
- Luigi Scotti, ex magistrato, politico e giurista italiano (Napoli, n.1932)

## Nobili(3)
- Alberto Scotti, nobile, banchiere e politico italiano (Piacenza, n.1252 - Crema, † 1318)
- Caterina Scotti, nobildonna italiana (Agazzano - † 1468)
- Pier Maria Scotti, nobile e avventuriero italiano (Vigoleno - Agazzano, † 1521)

## Paleografi(1)
- Angelo Antonio Scotti, paleografo e arcivescovo cattolico italiano (Procida, n.1786 - Napoli, † 1845)

## Patrioti(1)
- Giovanmaria Scotti, patriota italiano (Ponte San Pietro, n.1820 - Bergamo, † 1880)

## Piloti automobilistici(1)
- Piero Scotti, pilota automobilistico italiano (Firenze, n.1909 - Samedan, † 1976)

## Pittori(3)
- Giovanni Battista Scotti, pittore e decoratore italiano (n.1776 - San Pietroburgo, † 1830)
- Gottardo Scotti, pittore italiano (Piacenza)
- Pietro Scotti, pittore italiano (Laino, n.1768 - San Pietroburgo, † 1838)

## Politici(4)
- Alessandro Scotti, politico italiano (Montegrosso d'Asti, n.1889 - Costigliole d'Asti, † 1974)
- Francesco Scotti, politico italiano (Casalpusterlengo, n.1910 - Milano, † 1973)
- Luigi Scotti, politico italiano (Cernusco sul Naviglio, n.1936 - Roma, † 2008)
- Vincenzo Scotti, politico, sindacalista e imprenditore italiano (Napoli, n.1933)

## Produttori teatrali(1)
- Paolo Scotti, produttore teatrale, direttore artistico e autore televisivo italiano (Rimini, n.1955)

## Scenografi(1)
- Ottavio Scotti, scenografo italiano (Umago, n.1904 - Roma, † 1975)

## Scrittori(1)
- Giacomo Scotti, scrittore, giornalista e traduttore italiano (Saviano, n.1928)

## Velocisti(1)
- Edoardo Scotti, velocista italiano (Lodi, n.2000)

## Vescovi cattolici(3)
- Domenico Angelo Scotti, vescovo cattolico italiano (Pollutri, n.1942)
- Folco Scotti, vescovo cattolico e santo italiano (Piacenza, n.1164 - † 1229)
- Girolamo Scotti, vescovo cattolico italiano (Siena - † 1492)